# Rádio Europa Lisboa
Rádio Europa Lisboa é uma estação de rádio criada em 2006 a partir da antiga Rádio Paris-Lisboa e detida pela Radio France Internationale que emite em 90.4 FM a partir de Lisboa. É das poucas rádios em Portugal que passa música jazz, além de ter programas de autor. Durante a noite, a Rádio Europa retransmite a Radio France Internationale, a Rádio Internacional do operador público francês.
Nascida como uma rádio de expressão francesa, com o objectivo de manter e intensificar a presença da cultura e da língua francesas em Portugal, a RPL começou a emitir em 4 de Setembro de 1989 na frequência 90.4. A equipa, inicialmente formada por 7 elementos, instalou-se na avenida João Crisóstomo, nº 50, em Lisboa e iniciou a sua actividade com 24 horas de emissão diária.
A 28 de Junho de 1996 a Radio France Internationale tornou-se accionista maioritária da RPL e assumiu a sua gestão.
A 13 de Março de 2006, a RPL transformou-se na Rádio Europa Lisboa, que presentemente transmite a partir do seu centro emissor no Monsanto, cobrindo em perfeitas condições toda a região da Grande Lisboa, com qualidade de sinal digital.